# Intranet
Intranet je v informatice označení pro část počítačové sítě, která používá stejné technologie jako Internet (rodinu protokolů TCP/IP, přenosový protokol HTTP atp.). Na rozdíl od Internetu je však intranet privátní („soukromý“, „interní“), tj. jeho využívání je omezeno na malou skupinu uživatelů (například pracovníci firmy, školy).

## intranet
Termín intranet může označovat interní webové stránky, ale i rozsáhlejší informační nebo výpočetní počítačovou infrastrukturu. Například privátní internetové stránky, které slouží jako infrastruktura pro interní komunikaci a spolupráce uvnitř firmy. intranet používá typicky stejně jako Internet známé internetových protokoly, například HTTP (webové služby), SMTP (e-mail) a FTP (přenos souborů).
Intranet lze chápat jako soukromou analogii Internetu, neboli jako soukromá rozšíření Internetu omezená na organizaci. První intranetové stránky a domovské stránky se začaly objevovat v organizacích v letech 1996–1997. Ačkoliv to není oficiálně známé, termín intranet se začal objevovat už kolem roku 1992 na univerzitách.[zdroj?]
Se vznikem intranetu zároveň vznikl i extranet. Zatímco intranety jsou obecně omezeny na zaměstnance organizace, extranet umožňuje přístup dalším schváleným osobám, jako jsou například zákazníci, dodavatelé a podobně.
V mnoha organizacích jsou intranety chráněny před neoprávněným externím přístupem pomocí sítě, brány a firewallu. Pro menší firmy mohou být vytvořeny intranety jednoduše pomocí privátní IP adresy (například 192.168.*.*). V těchto případech se může do intranetu přistupovat pouze přímo z počítače v lokální síti společnost. Ale některé společnosti nabízejí přístup do intranetu pomocí virtuální privátní sítě VPN. Jako bezpečnostní opatření jsou používány uživatelské autentizace a šifrování.

## Použití
Stále častěji se intranet používá pro poskytování nástrojů a aplikací. Pro usnadnění práce ve skupinách a telekonference nebo pro sofistikované firemní adresáře, prodeje a řízení vztahů se zákazníky nástrojů projektového řízení apod.
Intranet se také používá jako firemní fórum pro zaměstnance, kde se zaměstnanci podílí na klíčových otázkách, což může vést k novým nápadům v oblasti managementu, produktivity či jiných firemních záležitostech.
Je-li součástí intranetu zpřístupnění zákazníkům i ostatním lidem mimo podnik, tato část intranetu se stává součástí extranetu. Podniky mohou posílat soukromé zprávy prostřednictvím veřejné sítě, pomocí speciálního šifrování/dešifrování dat a dalších bezpečnostních záruk pro připojení jedné části svého intranetu na jiný.
Vzhledem k rozsahu, množství obsahu a množství systémových rozhraní, je intranet v mnoha organizacích mnohem složitější, než jejich veřejné internetové stránky. Používání intranetu v poslední době rychle roste. Podle Nielsena Normana se počet intranetových stránek rozrostl od roku 2001 z 200 000 na současných 8 milionů.

## Výhody
- Produktivita pracovních sil: Intranet může pomoci uživatelům najít informace rychleji. S pomocí webového prohlížeče mohou uživatelé přistupovat k údajům, které jsou v databázi organizace, a které se organizace rozhodla dát k dispozici. Přístup je možný kdykoliv po přihlášení z libovolného místa v rámci firemní pracovní stanice, což zvyšuje schopnost zaměstnanců vykonávat svou práci rychleji, přesně a s jistotou, že mají ty správné a aktuální informace. Přispívá také ke zlepšení poskytovaných služeb pro uživatele.
- Čas: Intranet umožňuje organizacím rychlejší šíření informací pro zaměstnance. Zaměstnanci se mohou dozvědět důležité informace, které nejsou nutné posílat elektronickou poštou.
- Komunikace: Intranet může sloužit jako účinný nástroj pro komunikaci v rámci organizace. Některé příklady komunikace jsou chat, e-mail nebo blogy.
- Publikování na webu umožňuje publikovat na Internetu různé dokumenty: zaměstnanecké manuály, obchodní normy, zpravodajské kanály, ale dokonce i školení. Lze k nim přistupovat pomocí běžných internetových standardů (Acrobat soubory, soubory Flash, CGI aplikace). Protože každá obchodní jednotka může aktualizovat on-line kopii dokumentu, nejnovější verze je obvykle k dispozici zaměstnancům prostřednictvím intranetu.
- Podnikatelské činnosti a řízení: intranety jsou také využívány jako platforma pro vývoj a nasazení aplikací pro podporu obchodní činnosti.
- Cenově výhodné: Uživatelé si mohou prohlížet informace a data prostřednictvím webového prohlížeče. Není nutné kupovat fyzické dokumenty, příručky či telefonní seznamy. To může potenciálně ušetřit peníze dokonce i životní prostředí.
- Zvýšení spolupráce: Informace jsou snadno dostupné všem oprávněným uživatelům. Proto intranet usnadňuje týmovou práci.
- Multi-platformní schopnosti: kompatibilní se standardy webových prohlížečů. Umožňuje kompatibilitu mezi všemi Operační systémy (Windows, Mac a UNIX).
- Podporují společné firemní kultury: Každý uživatel má možnost zobrazit si stejné informace v rámci intranetu.
- Okamžitá aktualizace: Při komunikaci s jinými firmami muže dojít ke změně technických údajů či parametru. Pracovník jednající s firmou poté tyto údaje upraví na intranetu a zbytek zaměstnanců už má přístup k novým parametrům. Tím se redukují problémy a ztráty společnosti.

## Plánování a tvorba
Většina organizací věnují nemalé prostředky do plánování a zefektivnění intranetu. Jaký to má strategický význam pro úspěch organizace a podobně. Některá témata by šla shrnout do těchto bodů:
- Účel a cíle intranetu
- Osoby či útvary odpovědné za provádění a řízení
- Funkční plány, informační architektura, rozvržení stránek, design stránek
- Realizace plánů a vyřazování stávajících systémů
- Vymezování a provádění zabezpečení intranetu
- Jak zajistit právní hranice a další omezení
- Úroveň interaktivity (např. wiki, on-line formuláře)

Starší intranety byly často jen statické stránky. V podstatě se jednalo o sdílený disk, který zobrazoval centrálně uložené dokumenty, články nebo interní komunikaci (často jen jednosměrnou komunikaci). Nicméně organizace začaly přemýšlet o tom, jak se jejich intranet může stát efektivnějším. Proto se začaly intranety vytvářet jako dynamické stránky. A každá firma má svůj vlastní systém, který odpovídá požadavkům firmy. O tento systém se pak ve firmách starají určení pracovníci.

## Technologie
Používá se stejná infrastruktura jako na internetu. TCP/IP jako komunikační protokol, internetové služby (webové servery) a webové prohlížeče jako univerzální přístupový prostředek.
Je nezávislý na internetu. To znamená, že pokud si firma nebo třeba jen soukromá osoba bude chtít zprovoznit vlastní intranet, nepotřebuje mít přístup k internetu.
V podstatě jedinou podmínkou je propojit počítače do sítě, např. pomocí switche, a nainstalovat na některý z počítačů servery. Nejlépe je ovšem jeden počítač jako server vyčlenit, hlavně ve větších sítích a pouze na něm provozovat servery (služby). Základem je tzv. webový server. Ten umožní provozovat vnitřní intranetové stránky přes prohlížeč. Tyto stránky jsou pak uloženy nejčastěji na tomto počítači a slouží třeba jako zdroj informací pro celou firmu.
Intranetové stránky bývají zpravidla dostupné pouze z vnitřní sítě. Samozřejmě nic nebrání tomu zpřístupnit je i světu. Zde je ovšem již nutné připojení k internetu.
Je možné nainstalovat i další služby. Jako např.:
- emailový server – umožní zasílání e-mailů v podnikové síti
- FTP server – snadný přenos souborů
- jabber server – instantní messaging

Přístup k internetu nemusí být v principu omezen.
Typickým obsahem intranetu bývají interní podnikové informace jako jsou pravidla, postupy, dokumenty a formuláře.